# Parc rural du Sud-Lantau

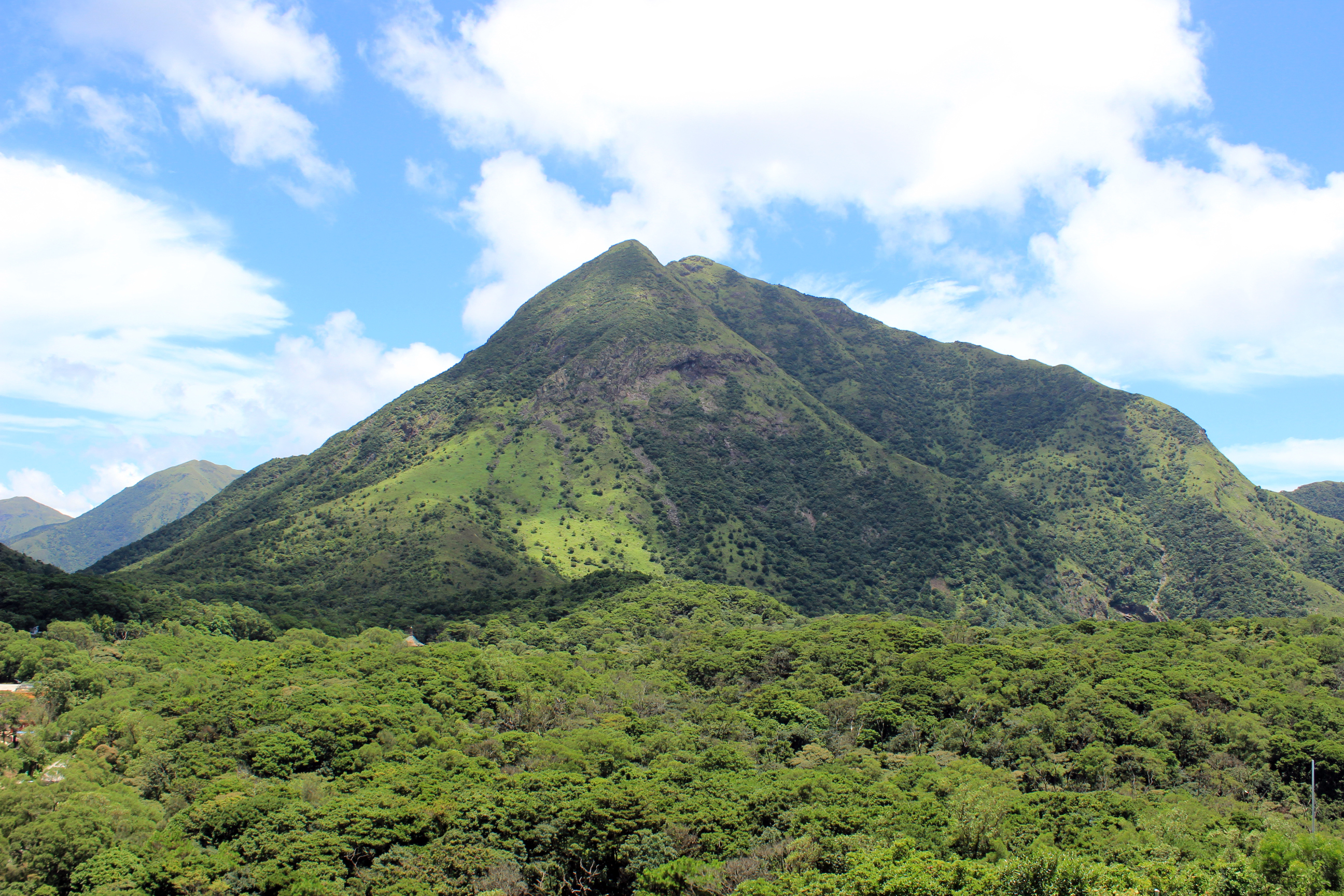
Il s'agit d'une photographie de Ngong Ping.Le Parc rural du Sud-Lantau entoure Ngong Ping et s'étend sur une grande partie de la région sud de l'île de Lantau.

Le Parc rural du Sud-Lantau (en chinois traditionnel : 南大嶼郊野公園) est, avec le Parc rural du Nord-Lantau, l'un des deux parcs ruraux de l'Île de Lantau, à Hong Kong.
Crée en 1978, le Parc rural du Sud-Lantau est situé dans le sud de l'île. Avec une superficie de 56,4 km2, il est le plus grand parc rural de Hong Kong.

## Sites
- Pic de Lantau
- Pic Sunset
- Yi Tung Shan
- Fan Lau
- Réservoir Shek Pik
- Péninsule Chi Ma Wan